# Eseményfilatélia

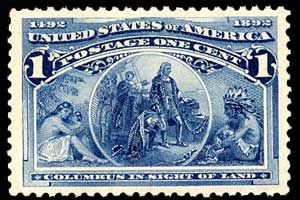
Az Amerikai Egyesült Államok 1893-as, Kolumbusz Kristóf első felfedezőútjának 400. évfordulója alkalmából kiadott bélyegsorozatának 1 centese.

Eseményfilatélia alatt az olyan bélyeggyűjtést értjük, amikor a gyűjtő egy konkrét ismétlődő vagy évforduló, esemény alkalmi bélyegeit gyűjti. Az eseményfilatélia a tematikus bélyeggyűjtés egyik fajtája. Több formája van: Pl. az olimpiafila (olimpiai témájú bélyegek gyűjtése), személyek (pl. uralkodók, tudósok) születési vagy halálozási évfordulóira kiadott bélyegek gyűjtése, űreseményeket ábrázoló bélyegek gyűjtése, postatörténeti évfordulók.
Az eseményfilatélia a tematikus bélyeggyűjtés szerves része.

## Története
Az első olyan alkalom, amikor több ország is ugyanarról a dologról emlékezett meg, 1892–93 között volt, amikor a világ Kolumbusz Kristóf első újvilági felfedezőútjának 400. évfordulóját ünnepelte. Mára ez a kategória a leggyakoribb téma az évfordulók gyűjtésénél, ugyanis azóta az expedíciók 450. és az 500. évfordulója is eltelt, számos újabb bélyegkiadást maga mögött hagyva.
1897–98 között a Brit Birodalom hét országa ötvenhat bélyeget adott ki Viktória brit királynő trónra lépésének gyémántjubileuma alkalmából. Bár akkor maga Nagy-Britannia nem adott ki saját bélyeget, a nevezetes évforduló miatt nagyon sok emlékcímke készült. Ugyanebben az időszakban Portugália gyarmataival együtt bélyegen is megemlékezett Vasco da Gama felfedezőútjairól.